# Hardthöhe (Ortsteil)
Die Hardthöhe ist ein Ortsteil des Stadtbezirks Hardtberg der Bundesstadt Bonn. Hier ist der erste Dienstsitz des Bundesministeriums der Verteidigung (BMVg), die Hardthöhe. Dieser nimmt die gesamte Fläche des Ortsteils ein.

## Geschichte
Der Ortsteil war bis 1968 kein Teil Bonns, sondern gehörte zum Amt Duisdorf und wurde 1969 zusammen mit Duisdorf und Lengsdorf nach Bonn eingemeindet und dem Bonner Stadtbezirk Hardtberg zugeordnet.